# Сен-Лоран-сюр-Мер
Сен-Лора́н-сюр-Мер (фр. Saint-Laurent-sur-Mer) — коммуна во Франции, находится в регионе Нижняя Нормандия. Департамент коммуны — Кальвадос. Входит в состав кантона Тревьер. Округ коммуны — Байё.
Код INSEE коммуны — 14605.

## Население
Население коммуны на 2010 год составляло 246 человек.
| 1962 | 1968 | 1975 | 1982 | 1990 | 1999 | 2010 |
| ---- | ---- | ---- | ---- | ---- | ---- | ---- |
| 199  | 174  | 161  | 188  | 163  | 184  | 246  |

## Экономика
В 2010 году среди 147 человек трудоспособного возраста (15—64 лет) 93 были экономически активными, 54 — неактивными (показатель активности — 63,3 %, в 1999 году было 66,1 %). Из 93 активных жителей работали 81 человек (39 мужчин и 42 женщины), безработных было 12 (6 мужчин и 6 женщин). Среди 54 неактивных 15 человек были учениками или студентами, 26 — пенсионерами, 13 были неактивными по другим причинам.